# Kyōsaku

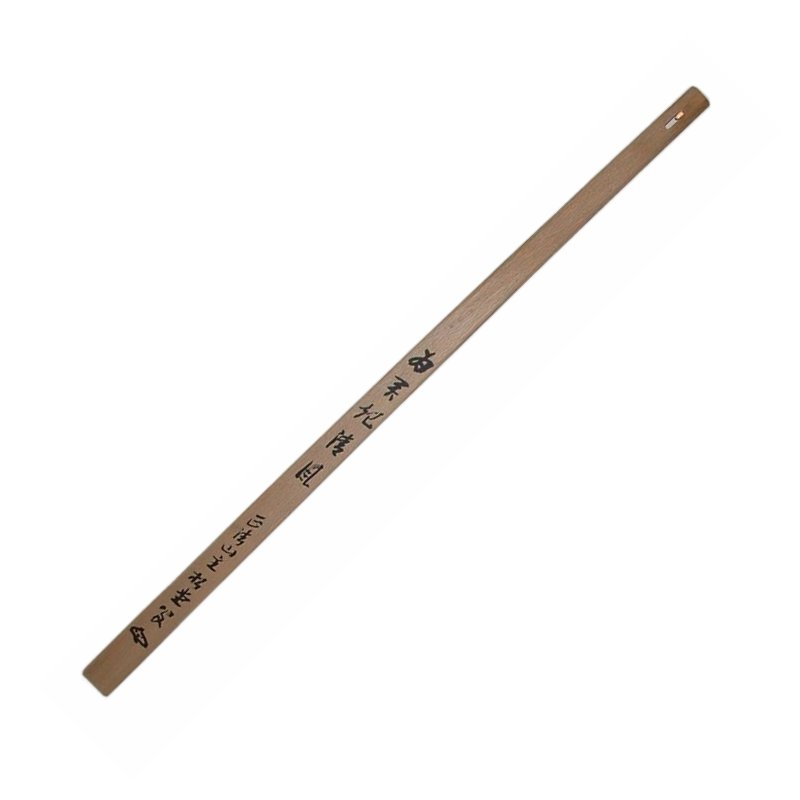
Un kyosaku portant une calligraphie.

Le kyōsaku ou keisaku (警策) est un bâton de bois, plat, utilisé dans la pratique de zazen. Dans le zen Sōtō, il mesure 1,30 × 0,06 m. 
Le bouddhisme zen se montre très rigoureux quant à la posture du méditant, qui ne doit ni s'endormir ni s'agiter pendant la méditation. Le kyōsaku est un instrument que le maître utilise afin de revitaliser le corps du méditant qui le demande, lui permettant de rester plein de vitalité ou de calmer son esprit.
Dans le zen Sōtō, les coups de kyōsaku sont administrés à la demande du méditant. Pour ce faire, il joint les mains en gasshō. Le jikijitsu (直日) ou jikidō (直堂), personne chargée du kyōsaku, s'approche par derrière, touche légèrement l'épaule droite pour signaler sa présence, et tous deux s'inclinent pour se saluer. Le méditant présente ensuite chaque épaule l'une après l'autre pour recevoir un coup de bâton. Dans le zen Rinzai, l'usage du bâton est à la discrétion de l'ino, c'est-à-dire la personne qui a la charge de la salle de méditation. Dans les deux écoles, il ne s'agit pas d'une punition, mais d'un moyen propre à réveiller et revigorer le participant qui peut être fatigué durant le zazen.
Parmi les écoles bouddhistes, seul le zen utilise le kyōsaku.